# 音樂家肖像
《音樂家肖像》（義大利語：Il Condottiere）是義大利文藝復興畫家列奥纳多·达·芬奇約1483至1487年未完成的胡桃面板油彩肖像畫。此畫是列奥纳多在米蘭產出，也是他目前所知的男性肖像畫作品，畫上人物的身份曾遭學者激烈討論。直到20世紀，它都被認為是米蘭公爵兼列奥纳多雇主盧多維科·斯福爾扎。在1904至1905年的修復工程時去除覆蓋色後發現他拿著張樂譜，才證實畫上人物是名音樂家。
由於沒有現存的當代委託紀錄，所以這幅肖像畫代表是私人或者朋友委託。畫作與李奧納多其他作品的風格相似，尤其是畫上人物的面孔，這至少坐實了部分的手筆歸屬。然而無法決定完整歸屬的原因是肢體的拘謹和僵硬，這並非典型的列奥纳多作品。雖然作品的未完成狀態能夠解釋這一點，但有學者相信列奥纳多有得到學生協助。
受安东内洛·达·梅西纳的影響和勾起對早期尼德蘭繪畫的印象，意味這幅肖像畫在當時米蘭流行的側面肖像畫發生了戲劇性的轉變。該作與列奥纳多在米蘭製作的其他作品有許多相似之處，例如《岩間聖母》和《抱銀貂的女子》，而《音樂家肖像》是唯一一幅留在該城市的畫作，至少從1672年就藏於盎博羅削圖書館。幾個世紀以來，許多義大利音樂家和政客都被認為是畫上人物。弗兰基诺·加富里奥是20世紀最具有說服力的提議，但在21世紀學者卻將風向帶至阿塔兰特·米廖罗蒂。其他較值得注意的提議是若斯坎·德普雷和加斯帕尔·范韦尔贝克，但沒有歷史證據來證實這些說法。該作情感淡薄和僵硬的質量遭到批評，但卻以彩度高和細緻的臉龐而聞名。

## 詳解

### 構成
該作以油彩和可能是蛋彩在44.7公分×32公分（17.6英寸 × 12.6英寸）的小型胡桃木板上製作。畫中的年輕男子呈半身，臉四分之三側視，右手拿了張折疊的樂譜。除臉部和頭髮外，這幅畫大部分都未完成，但總體來說狀況良好，僅右下角受到損壞。藝術史學家肯尼斯·克拉克指出儘管該作有因時間關係而褪色，但還是李奧納多現存作品中保存最好的。畫作的底部可能有稍微修整過。它有進行少量的潤飾，尤其是頭後部，而藝術史學家弗蘭克·策爾納指出這種潤飾讓脖子和嘴唇左側的陰影有些失敗。作品的黑色背景讓人想起他之後的肖像畫《抱銀貂的女子》和《美麗的費隆妮葉夫人》，不同的是人物身體和頭朝著相同方向。作者指出由於作品未完成，所以陰影過於刺眼，稀薄的油彩層也比典型的列奥纳多畫作要少。

### 音樂家

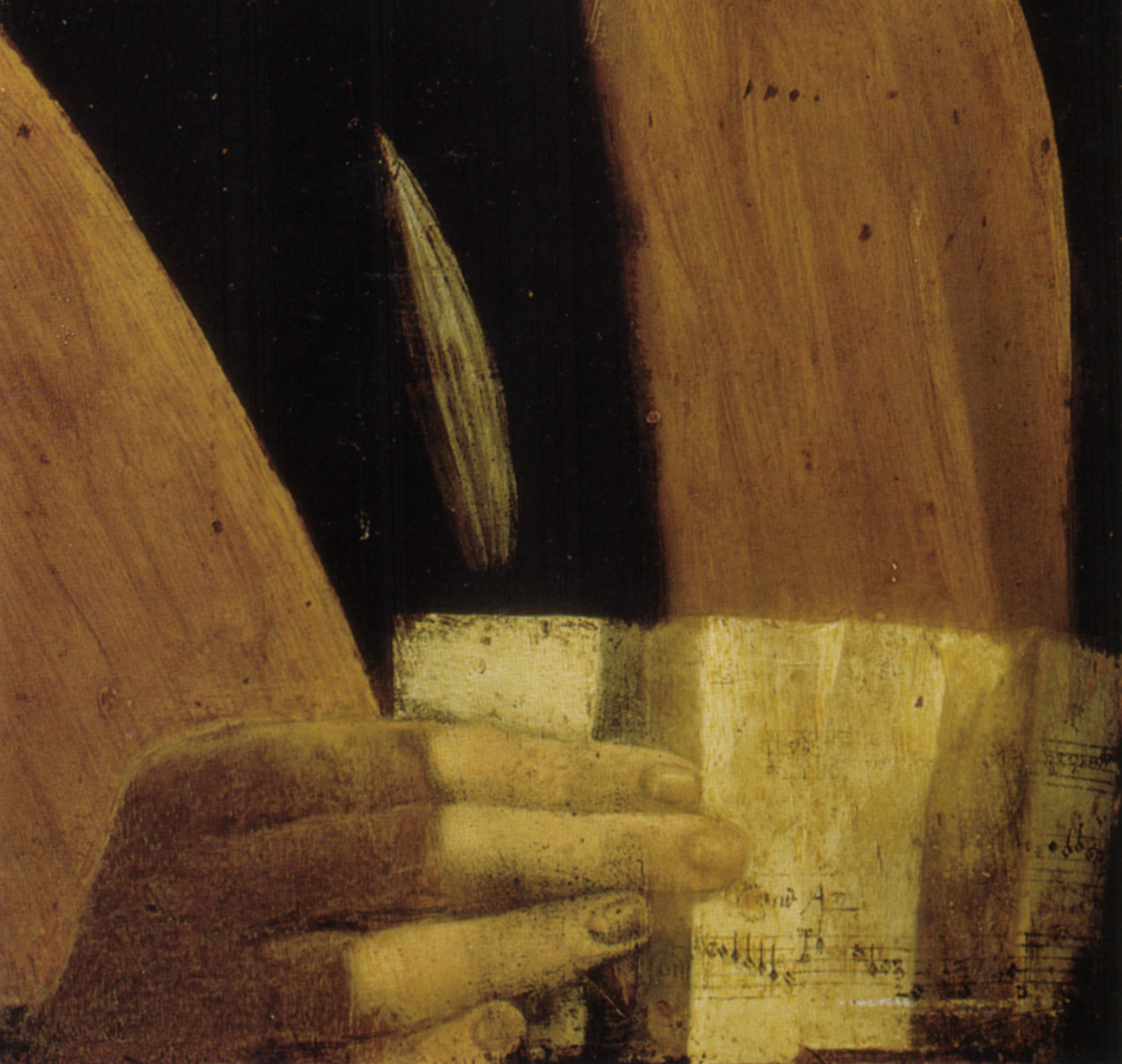
樂譜細節

畫上人物有著一頭到肩的捲髮，戴了頂紅帽，專心凝視著觀眾視線以外的事物。聚集在臉上的細膩光線讓他的凝視更加強烈，尤其是那雙大而呆滯的眼睛。他身穿白色緊身內衣，外搭了件未完成的黑色緊身上衣，並掛了條只打底的橘粽色長巾。由於可能較少重繪和蹩腳的維護工程，畫作有點褪色。作品經技術檢查後發現緊身上衣原來可能是深紅色，而長巾可能是亮黃色。
男人的嘴巴帶點微笑，估計正準備歌唱或剛唱完。臉部的顯著特徵是畫框外的光線對他眼睛產生的效果。光線有擴散至雙眼，但左眼要比右眼亮得多，這通常是不可能的。有些人為此替列奥纳多辯護，聲稱這單純是為了產生戲劇性效果，好讓觀眾能從音樂家的左臉看向右臉。博物館館長盧克·西森寫道「雙眼可能是《音樂家》最引人注目的特徵，視界的首位是放在最崇高的感覺和畫家最重要的工具」。

### 樂譜
這張被笨拙摺疊起來的紙以奇怪又優雅的方式拿著，因上面寫有音符和字母，估計至少是樂譜的一部分。由於該作底部狀況不佳，所以大部分音符和字母難以辨認。然而這並沒阻止學者對字母意思的假設，常常用他們的詮釋來支撐對音樂家身份的理論。這些音符除了強烈暗示主題是音樂家之外，就再也沒有讓該作更加清晰易懂。樂譜中部分被抹去的字母估計是「Cant」和「An」，通常被理解成拉丁文（意為「如天使般的歌」），但藝術史學家馬丁·坎普指出有可能是義大利文（意為「如天使般的歌手」）。音符以有量记谱法表示，因此可能代表是複音音樂。溫莎皇室圖書館收藏畫作中李奧納多的樂譜風格並不像畫作中的音符。這表明樂譜並非出自他手，因而導致樂譜的作曲家和特殊含意還不清楚。

## 歸屬

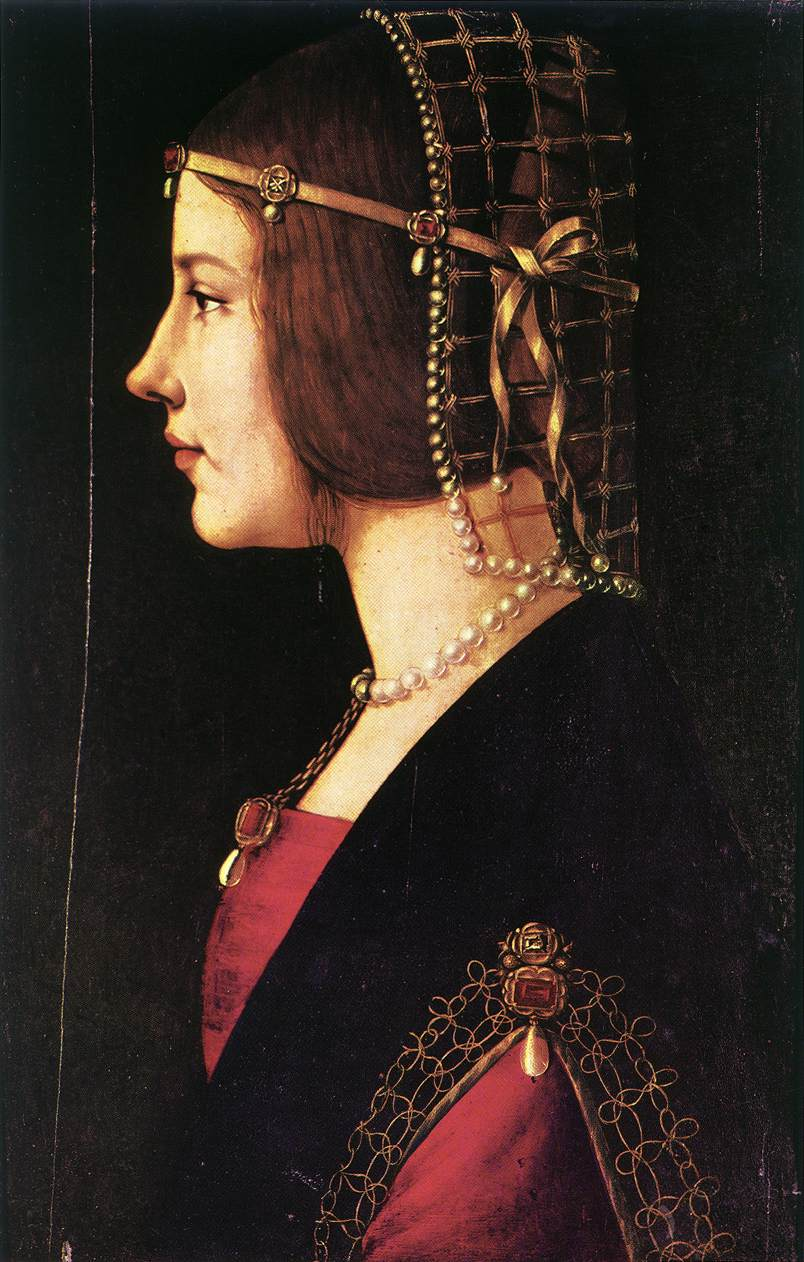
喬瓦尼·安布羅焦·德普雷迪斯的《貴婦畫像》（约1490年）因能與《音樂家肖像》湊成一對，所以原先被認為是出自列奥纳多手筆

儘管畫作出自列奥纳多在多個世紀以來都引起爭議，但現代藝術史學家到現在還是將其視為他的原創作品。早在這幅畫聞名於世時，就一直充斥著將作品歸屬於列奥纳多的質疑。當它首次出現在1672年的目錄時就列在列奥纳多名下，雖在1686年的物品清單中將其歸屬於貝爾納迪諾·盧伊尼，但很快劃掉並改至「更確切地說是列奥纳多」。1798年，它再次被歸屬於「盧伊尼學派」，但很快被重新列入列奥纳多的名下。19世紀的學者相信畫上人物是米蘭公爵盧多維科·斯福爾扎，並與《貴婦畫像》（Portrait of a Lady）相對應，雖然《貴婦畫像》現在被歸於喬瓦尼·安布羅焦·德普雷迪斯名下，但當時被認為是列奥纳多幫斯福爾扎妻子貝亞特麗切·德斯特畫的肖像畫。在20世紀中旬，作家安吉拉·奧蒂諾·達拉·基艾沙（Angela Ottino Della Chiesa）確定有11位學者支持是列奥纳多作品，8位學者支持是安布羅焦·德普雷迪斯作品，兩位無法決定，而1位認為是列奥纳多的另一學生喬瓦尼·安東尼·博爾特拉菲奧的作品。
這幅畫沒有現存的委託紀錄。作品創作者是根據其他作品在風格和技術上的相同之處，特別是羅浮宮《岩間聖母》中天使的臉龐和《聖葉理諾在野外》的名譽形象。肖像畫的深色背景是列奥纳多普及的風格，接著這種屬性出現在後來的畫作中，例如《抱銀貂的女子》、《美麗的費隆妮葉夫人》和《施洗者圣约翰》。尤其是《抱銀貂的女子》在X光測試中顯示出更多風格上的相同之處。其他列奥纳多風格的典型特徵包括憂鬱氛圍、眼睛、看起來欲言又止會引起歧義的嘴巴和像吉內薇拉·班琪的卷髮。列奥纳多另一特徵是使用胡桃木，他非常喜歡並曾推薦過這種媒介，但當時其他的倫巴底藝術家並不常用。列奥纳多筆記中有段話表明他會比較音樂家眼睛擴張的不同度數，這也加深了該肖像畫的歸屬。
（眼睛的）瞳孔會根據（視線中）物體的亮度或黑暗而擴展和收縮，而且由於它需要花些時間擴展和收縮，所以它從光明到暗處不能馬上看到，同樣從暗處到光明也不會，而這件事在畫眼睛時就已欺騙了我，我就這樣學到了。
難以歸屬畫作源自它僵硬又恬淡寡慾的神情舉止，這與列奥纳多慣常畫作不同。儘管有些學者覺得這是畫作未完成所致，但另一些學者則提出服裝和軀幹是他學生的創作。如果列奥纳多真的被協助，最常被提起的候選人是博爾特拉菲奧和安布羅焦·德普雷迪斯，因為他們的風格較接近肖像畫中的硬性和剛性。藝術史學家卡洛·佩德雷蒂指出博爾特拉菲奧和列奥纳多另一學生馬爾科·多焦諾用同樣的方式來描繪眼睛，這暗示了幾人的合作。藝術史學家彼得羅·馬拉尼（Pietro Marani）指出列奥纳多於1480年代中旬不太可能找人協助，就算如此，他們也不太可能為正式或朋友的肖像畫合作創作。儘管有馬拉尼的主張，現代學者對列奥纳多是否遭人協助還沒達成共識。策爾納表示「現在公認列奥纳多製作臉部，而博爾特拉菲奧負責整個上半身」，但西森認為只有「基本上少數」的學者不同意完整歸屬。無論是否有合作，大多數學者同意如果整幅畫不是出自列奥纳多之手，起碼臉是他畫的。

## 年份
藝術史學家根據列奥纳多在第一次米蘭時期（约1482-1499年）有相似作品而認為此畫是這段時間產出，包括透過X光測試發現在風格上有相似的《抱銀貂的女子》、《岩間聖母》的明暗處理和銅馬雕塑的草圖。較早的來源將作品的創作年份定在這段時期的中旬，包括1485-1490年和约1490年。
西森和馬拉尼等現代學者觀察該作不可能遲於1487年創作，因為它被認為缺乏了列奥纳多後期作品的一些精緻和真實感，例如《抱銀貂的女子》，而且列奥纳多於1480年代後期開始研究人體解剖學，尤其是頭骨。因此現在這幅畫被認為在第一次米蘭時期早些時候完成，大約在1480年代期間，通常認為於1483至1487年期間。

## 背景

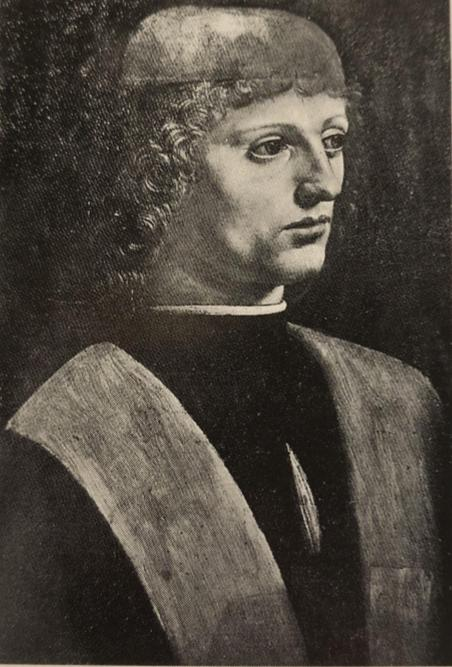
在1904至1905年修復工程之前的《音樂家肖像》，右下角的樂譜被黑色覆蓋色遮住

《音樂家肖像》與米蘭盛行的肖像畫有很大出入。米蘭的觀眾在藝術上比義大利其他地方的觀眾更為保守，他們期待大多數（即使不是全部）的肖像畫能像扎內托·布加托、温琴佐·福帕和安布羅焦·貝爾戈尼奧內的作品一樣。畫上人物的四分之三側視比經常將肖像放在啞黑色背景的尼德蘭畫家要早。安东内洛·达·梅西纳在威尼斯和西西里的作品也採用了相同的黑色背景和四分之三側視，包括《男子肖像》和《戴著紅帽的男子肖像》。李奧納多很可能受到安托內羅風格的影響，並可能在1476年短暫地到訪米蘭或1486年去威尼斯探訪前老師安德烈·德爾·委羅基奧時看過安托內羅的作品。藝術史學者達尼埃爾·阿拉斯表明雖然《音樂家肖像》是李奧納多最像安托內羅的肖像畫，但人物沒面向觀眾不只與大多數安托內羅的作品相反，更與李奧納多的其他作品相反。安布羅焦·德普雷迪斯或博爾特拉菲奧創作的《年輕男子肖像》（约1490至1501年）在很大程度上受到《音樂家肖像》的影響。
《音樂家肖像》是李奧納多唯一已知的男性肖像畫，並且是唯一一幅存於米蘭的畫。儘管馬拉尼指出該作可能是供私用，但尚無委託記錄。人們普遍認為它不是1618年樞機主教費德里科·博羅梅奧贈予盎博羅削圖書館的禮物，在當時這佔了博物館大部分的收藏品。這幅畫有可能是加萊亞佐·阿爾科納蒂早於1637年贈給盎博羅削圖書館。該作於1672年被首次記載，當時是彼得羅·保羅·博斯卡將其編入盎博羅削圖書館的目錄中。它的註解下了「具有公爵委託期望中的所有優雅感」，暗示主題人物被認為是當時的李奧納多雇主兼米蘭公爵盧多維科·斯福爾扎。
關於拿破崙·波拿巴是否於1796年將此作帶去法國的來源不一。馬拉尼表示它被沒收，而西森則表示法國人認為大西洋古抄本更有價值，所以取而代之，但兩名學者都同意1798年的時候它還在盎博羅削圖書館。畫上人物是盧多維科的說法直到路易吉·卡韦纳吉和安東尼奧·格蘭迪於1904至1905年修復時移除黑色塗層發現拿著樂譜的手才被打破。這導致學者相信主題人物並非盧多維科，而是與李奧納多相同時期的米蘭音樂家。因為這個發現，許多候選人都被認為是畫上人物。該肖像畫在2011年國家美術館展覽「列奥纳多·达·芬奇：米蘭宮廷畫家」和2020年羅浮宮展覽「列奥纳多·达·芬奇」展出

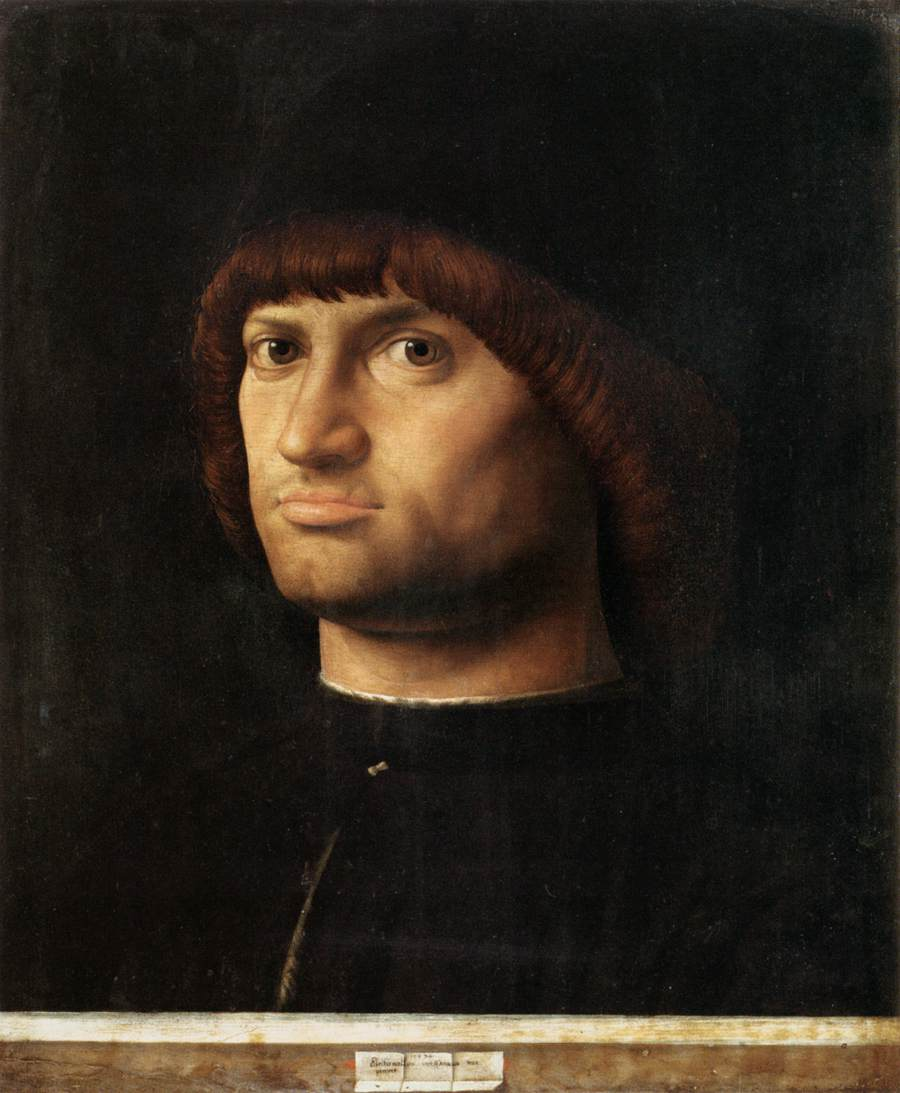
《男子肖像》，1475年，安托內羅，巴黎羅浮宮。安托內羅的臉部光影方式可能受到列奥纳多啟發
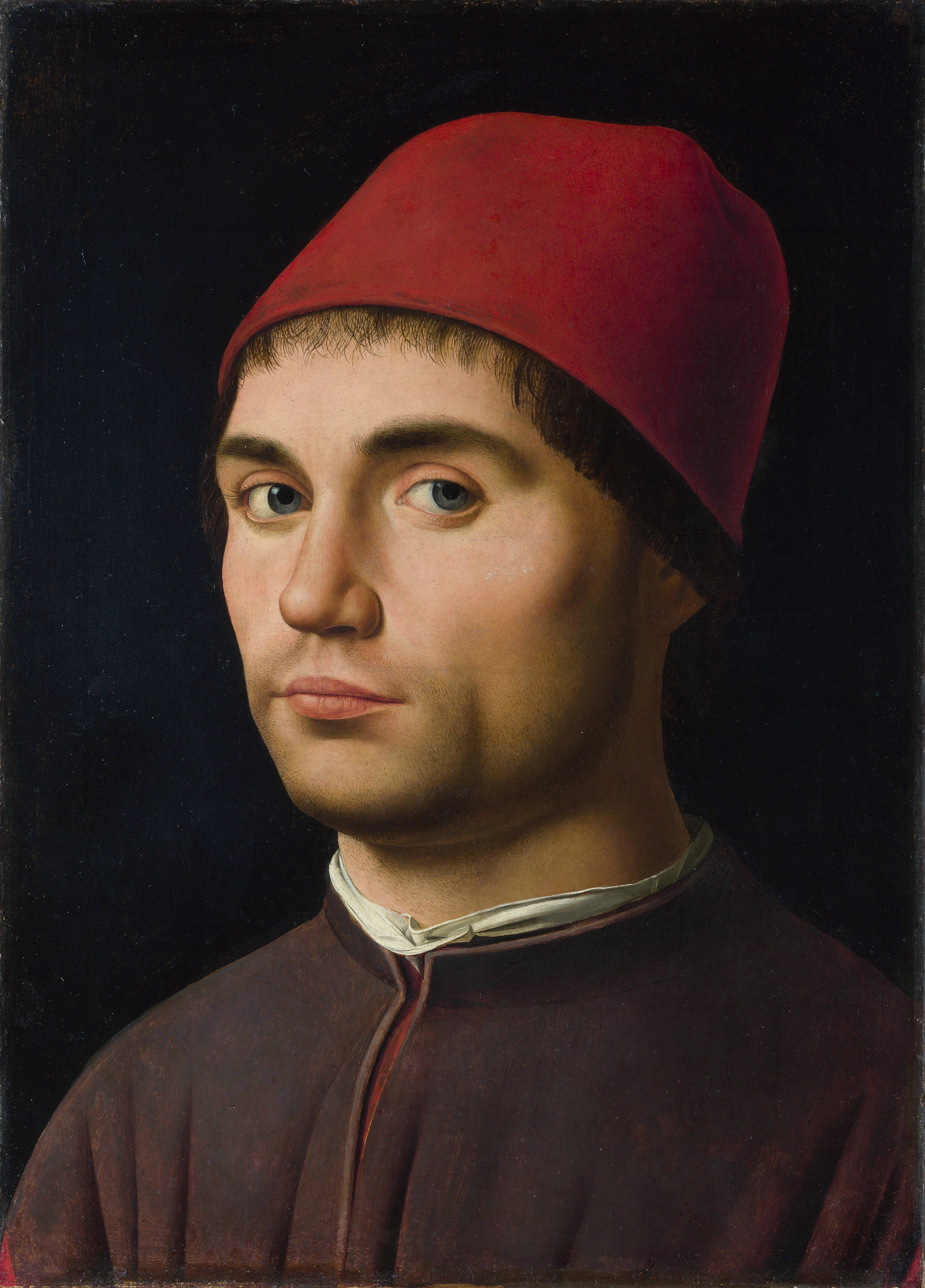
《戴著紅帽的男子肖像》，1475至1476年，安托內羅，倫敦國家美術館。李奧納多跟安托內羅一樣強調主要人物的面部，且佔主要畫面
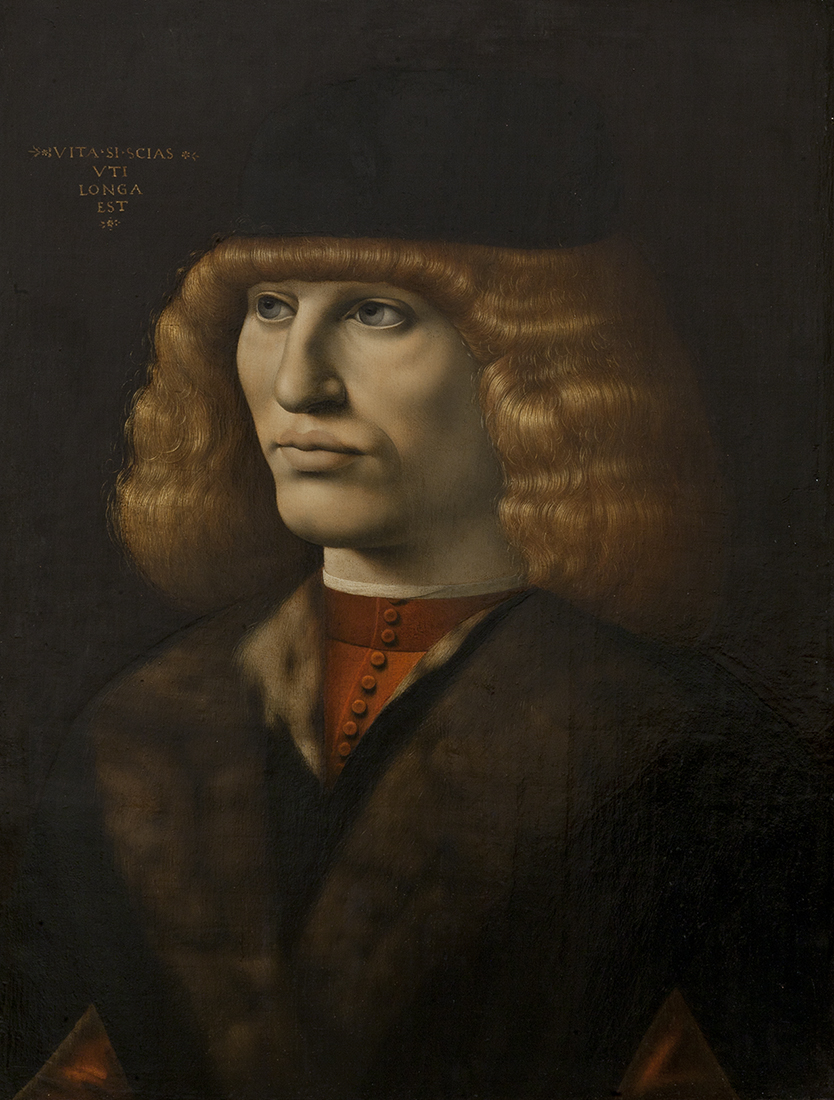
《年輕男子肖像》，约1490至1501年，德普雷迪斯或博爾特拉菲奧，米蘭布雷拉畫廊。這名畫家明顯受到《音樂家肖像》啟發

## 畫上人物的身份
由於1904至1905年修復時抹去黑色塗層發現畫上人物拿著樂譜，藝術史學家想當然認為他是名音樂家。然而他的身份還是無法確定。男人可能出現在其他作品中，國家美術館的學者曾表明弗朗切斯科·纳波莱塔诺的《年輕人側臉肖像》和李奧納多的《年輕人側臉半身像》（Bust of a Youth in Profile）是同個人。雖提出多個歷史候選人，但沒有任何強而有力的證據。歷史學家理查德·肖·普爾（Richard Shaw Pooler）表示「有人認為主題人物單純沒有名字」。

### 弗兰基诺·加富里奥
建築史學家盧卡·貝爾特拉米主張的弗兰基诺·加富里奥成為20世紀初最主流的候選人。賈弗黎爾斯是米蘭的神父、著名音樂理論家、盧多維科·斯福爾扎的宮廷音樂家和米蘭主教座堂的「教堂合唱團總監」。眾所周知他和李奧納多私交甚好，他們進入公爵服務工作只相隔一兩年。賈弗黎爾斯著名的1496年音樂專著《音樂實踐》（Practica Musicae）中收錄了李奧納多創作的多個木刻版畫。另外，貝爾特拉米提出「Cant」和「Ang」為拉丁詞時引用了賈弗黎爾斯的音樂專著《天使和神的作品》（Angelicum ac divinum opus）。
此後該理論因肖像方面的證據未能將加福里乌斯和畫上人物配對而無法被證明。肯普指出「Cant」和「Ang」可以單純解為義大利文。此外，畫上人物並沒身穿可以正確辨識他為牧師的神職人員長袍，再加上畫中的是名年輕人，但當時加福里乌斯正好步入成年大關。

### 阿塔兰特·米廖罗蒂
馬拉尼在1999年專著中提出是托斯卡納音樂家阿塔兰特·米廖罗蒂後許多評論家都贊成這一說法。1482年，米廖罗蒂和李奧納多離開佛羅倫斯到米蘭盧多維科·斯福爾扎的宮廷。兩人是好友，而據稱李奧納多曾教米廖罗蒂彈魯特琴和里拉琴。在這幅畫的構思階段時米廖罗蒂正處於十八九歲或弱冠之年，讓他成為貌似有理的候選人。另外，李奧納多在大西洋古抄本的1482年物品清單中有列出「臉抬起的亞特蘭大肖像」。這被認為是《音樂家肖像》的試畫或初期嘗試。肖像畫的親密感讓畫上人物更像是個朋友。
反對該理論的主要理論是畫上人物的臉部並沒有像1482年筆記那樣抬起來。然而，馬拉尼指出雖然看起來音樂家的臉沒有抬起，但「表情看起來有上升，估計歌手剛剛（看完）樂譜後抬起頭來」。自從弗兰基诺·加富里奥被廣泛否決為主要候選人後，米廖罗蒂如今受到許多評論家青睞。

### 若斯坎·德普雷
1972年，比利時音樂學家蘇珊·克萊爾-勒熱納認為法國歌手兼作曲家若斯坎·德普雷是畫上人物。若斯坎曾於1480年代與李奧納多共同為斯福爾扎家族服務。克萊爾克-勒瓊指出樂譜上的「Cont」、「Cantuz」和「A Z」是「假聲男高音」、「旋律」和「中音」，這代表它們與一首旋律下降的歌曲有關聯，例如彌撒曲、經文歌和若斯坎的歌曲。此理論之後受到懷疑，因為音符大部分難以辨認，而且許多作曲家都這樣創作。跟加福里乌斯一樣，其他若斯坎的肖像畫毫無相似之處，而他三十四五歲才擔任神父，所以與畫上人物不符。

### 加斯帕尔·范韦尔贝克
藝術史學家洛爾·法尼亞爾（Laure Fagnart）於2019年提出畫上人物是尼德蘭作曲家兼歌手加斯帕尔·范韦尔贝克。加斯帕跟李奧納多同樣時間為斯福爾扎家族工作，所以他們很有可能彼此認識。這理論引用了加萊亞佐·馬里亞·斯福爾扎寫給戈塔爾多·帕尼加羅拉（Gotardo Panigarola）有關宮廷音樂家衣著的信中有寫道「哥達多。我們想將一件深色天鵝絨長袍給我們的歌手加斯帕，就像您給修道院院長（安東尼奧·古納蒂）和科爾迪耶的一樣，而他們倆也是我們的歌手」。正如法格納特指出的那樣，這封信過於含糊不清，難以將加斯帕和肖像畫聯繫在一起。另外，加斯帕與若斯坎和加福里乌斯的問題一樣，韋伯克當時三十多歲，作為畫上人物可能太老。

### 其他人
吉安·加萊亞佐·斯福爾扎曾遭人提及，由於李奧納多在米蘭時和他一起住，再加上肖像畫的原作、模糊輪廓和描述表示了畫上人物是米蘭公爵。西森指出這種識別特別有意義，因為盧多維科上位前，吉安·加萊亞佐是王位的合法繼承人。然而，沒有直接證據支撐這一點，而且揭露的樂譜讓未能被證明是音樂家的吉安·加萊亞佐是畫上人物的可能性變得很小。義大利魯特琴手兼作曲家弗朗切斯科·卡诺瓦·达米拉诺和佛萊明歌手喬瓦尼·科爾迪耶（Giovanni Cordier）也被人提及，但也沒有實質性證據。荷蘭插畫家西赫弗里德·沃尔德海克認為《音樂家肖像》是李奧納多三幅自畫像之一，但這被認為極不可能。

## 評價
《音樂家肖像》在歷史上的評價褒貶不一，負面評價經常導致人們無法決定或拒絕作品完全歸屬於李奧納多名下。20世紀初，法國藝術史學家歐仁·明茨用「足以模擬林布蘭的活力」為作品增色，但批評它繃著臉的神色、極差的著色和不完整。馬拉尼解釋明茨的評論很大程度上是用了蹩腳複製品進行分析。藝術史學家傑克·瓦瑟曼（Jack Wasserman）表示該肖像畫缺乏李奧納多其他作品中典型感情強烈的面龐，但西森和肯普讚賞作品那對具有強烈情感的凝視。藝術史學家亞歷山德羅·韋佐西緊接指出那雙眼睛讓「李奧納多取得前所未有的心理強度，且達到《抱銀貂的女子》的崇高境界」。

## 詮釋
由於缺乏當代紀錄，一些學者提出有關該畫創作目的的理論。數名學者相信畫上人物的臉部緊張感強烈，估計他剛表演完，抑或正在表演。這幅畫也被認為李奧納多自稱意識形態的代表作，他自覺繪畫優越於其他藝術形式，例如詩歌、雕塑和音樂。李奧納多在未完成著作《繪畫之書》的開頭宣稱：
音樂應當被稱為繪畫的妹妹和後輩：音樂只能是繪畫的妹妹，因為它是依賴視覺的聽覺，而它的和聲產生於同時響出的、合乎比例的各部分聯合。（這些部分）勢必在一種或多種和聲的節奏中生滅，這些節奏將和聲中協調的成分包圍，正如同人體輪廓包圍著構成人體美的（各個）成分一样。然而繪畫凌駕於音樂，因為它不會方生即死，像可憐的音樂一般。相反，它經久不衰，雖然事實上受限在一個平面上，但卻栩栩如生。——李奧納多·達文西，《繪畫論》（1490至1492年）
這段話似乎不認同音樂稍纵即逝的本質，與繪畫使用的材料和永久不衰的實物性質恰恰相反。這理論也表明了年輕人眼中的憂傷，因為根據李奧納多的想法，音樂在表演完後便消失殆盡。另一種解釋是李奧納多因描繪男性美感而深受觸動。考慮到這幅畫古怪又看起來親密的美感，它很有可能是送給朋友的禮物。

## 腳註
1. ↑  Zöllner 2015，第47–48頁.
2. 1 2 3 4 5 6 7 8 9 10 11 12 13 14 15 16 17  Kemp 2019，第47頁.
3. 1 2 3 4  Brown, David Alan. . Arte Lombarda (Milan, Italy). 1983, 64 (4): 105. JSTOR 43105426.
4. ↑  . Milan, Italy: Veneranda Biblioteca Ambrosiana.   [2020-10-02]. （原始内容存档于2020-10-02）.
5. 1 2 3 4 5 6 7 8 9 10 11 12 13 14 15 16 17 18 19 20  Syson et al. 2011，第95頁.
6. 1 2 3 4 5 6  Bambach, Carmen C. . Apollo. Vol. 175 no. 595 (London, England: Press Holdings). 2012: 83  [2020-11-10]. （原始内容存档于2021-12-06）.
7. 1 2 3  Pedretti 2006，第62頁.
8. 1 2 3 4 5 6 7 8 9 10 11 12 13 14 15  Zöllner 2019，第225頁.
9. 1 2 3 4 5  Clark 1961，第55頁.
10. 1 2 3 4  Fagnart 2019，第74頁.
11. 1 2 3  Zöllner 2015，第45頁.
12. ↑  Isaacson 2017，第238-239頁.
13. 1 2 3 4  Isaacson 2017，第237頁.
14. 1 2  Palmer 2018，第122頁.
15. 1 2  Fagnart 2019，第73頁.
16. 1 2 3 4  Pedretti 1982，第68頁.
17. 1 2 3 4 5 6 7  Syson et al. 2011，第97頁.
18. 1 2 3 4 5 6 7 8 9  Isaacson 2017，第238頁.
19. 1 2 3 4 5 6 7 8  Marani 2003，第165頁.
20. ↑  Isaacson 2017，第239頁.
21. 1 2  Fagnart 2019，第75-76頁.
22. 1 2 3 4 5 6  Syson et al. 2011，第96頁.
23. 1 2 3  Ottino Della Chiesa 1967，第100頁.
24. 1 2 3  Kemp, Martin. . . Oxford, England: Oxford University Press. 2003  [2020-11-13]. ISBN 9781884446054. doi:10.1093/gao/9781884446054.article.T050401. （原始内容存档于2021-03-11）. 需要订阅或英国公共图书馆会员资格
25. ↑  Marani 2003，第339頁.
26. 1 2 3 4 5 6  Marani 2003，第160頁.
27. 1 2 3  Chiesa 1967，第100頁.
28. 1 2 3 4 5  Marani 2003，第163頁.
29. ↑  Isaacson 2017，第236頁.
30. 1 2  Wasserman 1975，第138頁.
31. 1 2 3 4 5 6 7  Marani 2003，第164頁.
32. ↑  Syson et al. 2011，第85頁.
33. ↑  Syson et al. 2011，第86頁.
34. ↑  Marani 2003，第164–165頁.
35. ↑  Arasse 1998，第399頁.
36. ↑  Arasse 1998，第394頁.
37. 1 2 3  Syson et al. 2011，第100頁.
38. 1 2 3 4  Pooler 2014，第32頁.
39. ↑  Searle, Adrian. . The Guardian (London, England). 2011-11-07  [2020-10-02]. （原始内容存档于2019-10-23）.
40. ↑  Nicholl, Charles. . Apollo (London, England). 2020-01-27  [2020-10-02]. （原始内容存档于2020-08-06）.
41. ↑  Syson et al. 2011，第95-96頁.
42. ↑  Syson et al. 2011，第96-97頁.
43. 1 2  Fagnart 2019，第76頁.
44. 1 2 3 4 5 6 7 8  Fagnart 2019，第75頁.
45. 1 2  Pooler 2014，第31頁.
46. 1 2  Blackburn, Bonnie J. . . Oxford, England: Oxford University Press. 2001  [2020-11-16]. doi:10.1093/gmo/9781561592630.article.10477. （原始内容存档于2021-03-11）. 需要订阅或英国公共图书馆会员资格
47. ↑  Pooler 2014，第31-32頁.
48. ↑  Marani 1999，第165頁.
49. ↑  Harrán, Don. . Chater, James  (编). . Oxford, England: Oxford University Press. 2001  [2020-11-16]. ISBN 9781561592630. doi:10.1093/gmo/9781561592630.article.10313. （原始内容存档于2021-03-11）. 需要订阅或英国公共图书馆会员资格
50. 1 2 3  Macey, Patrick; Noble, Jeremy; Dean, Jeffrey; Reese, Gustave. . . Oxford, England: Oxford University Press. 2011 [2001]  [2020-11-16]. ISBN 9781561592630. doi:10.1093/gmo/9781561592630.article.14497. （原始内容存档于2021-03-11）. 需要订阅或英国公共图书馆会员资格
51. ↑  . Universal Leonardo. Site maintained by Marina Wallace and Martin Kemp. London, England: University of the Arts London.   [2020-03-22]. （原始内容存档于2020-10-01）.
52. ↑  Woldhek, Siegfried. . London, England: TED Conferences. 2008-02  [2013-07-17]. （原始内容存档于2020-08-01）.
53. ↑  Marani 2003，第160-161頁.
54. ↑  Marani 2003，第161頁.
55. ↑  Vezzosi 1997，第59-60頁.
56. 1 2  Fagnart 2019，第77頁.

## 來源
- Arasse, Daniel. . Old Saybrook, Connecticut: Konecky & Konecky. 1998. ISBN 978-1-56852-198-5.
- Chiesa, Angela Ottino della. . Penguin Classics of World Art. London, England: Penguin Books. 1967. ISBN 978-0-14-008649-2.
- Clark, Kenneth. . City of Westminster, London, England: Penguin Books. 1961. OCLC 187223.
- Fagnart, Laure. . Lindmayr-Brandl, Andrea; Kolb, Paul  (编). . Turnhout, Belgium: Brepols. 2019: 73–77  [2020-11-10]. ISBN 978-2-5035-8454-6. doi:10.1484/M.EM-EB.4.2019026. （原始内容存档于2021-03-11）.
- Isaacson, Walter. . New York, New York: Simon & Schuster. 2017  [2020-11-10]. ISBN 978-1-5011-3915-4. （原始内容存档于2024-03-23）.
- Kemp, Martin. . New York, New York: Sterling. 2019. ISBN 978-1-4549-304-26.
- Marani, Pietro C. . New York, New York: Harry N. Abrams. 2003 [2000]. ISBN 978-0-8109-3581-5.
- Palmer, Allison Lee. . Lanham, Maryland: Rowman & Littlefield. 2018. ISBN 978-1-5381-1977-8.
- Pedretti, Carlo. . Cambridge, Massachusetts: Johnson Reprint Corp. 1982. ISBN 978-0-3844-5281-7.
- Pedretti, Carlo. . Surrey, England: Taj Books International. 2006. ISBN 978-1-8440-6036-8.
- Pooler, Richard Shaw. . Wilmington, Delaware: Vernon Press. 2014. ISBN 978-1-6227-3017-9.
- Syson, Luke; Keith, Larry; Galansino, Arturo; Mazzotta, Antoni; Nethersole, Scott; Rumberg, Per. . London, England: National Gallery. 2011. ISBN 978-1-85709-491-6.
- Vezzosi, Alessandro. . New Horizons. 由Bonfante-Warren, Alexandra翻译 English translation. London, England: Thames & Hudson. 1997. ISBN 978-0-500-30081-7.
- Wasserman, Jack. . New York, New York: Harry N. Abrams. 1975. ISBN 978-0-8109-0262-6.
- Zöllner, Frank.  2nd. Cologne, Germany: Taschen. 2015. ISBN 978-3-8365-0215-3.
- Zöllner, Frank.  Anniversary. Cologne, Germany: Taschen. 2019. ISBN 978-3-8365-7625-3.

## 外部連結
- 盎博羅削圖書館中的《音樂家肖像》 （页面存档备份，存于）
- 李奧納多宇宙中的《音樂家肖像》 （页面存档备份，存于）